# Nocomis asper
Nocomis asper är en fiskart som beskrevs av Lachner och Jenkins, 1971. Nocomis asper ingår i släktet Nocomis och familjen karpfiskar. Inga underarter finns listade i Catalogue of Life.